# Čučice
Čučice (in tedesco Tschutschitz) è un comune della Repubblica Ceca facente parte del distretto di Brno-venkov, in Moravia Meridionale.